# Рожлапа, Вия
Вия Яновна Рожлапа (латыш. Vija Rožlapa; 8 января 1942, Лиепая, Латвия) — латвийская, ранее советская, шахматистка.

## Карьера шахматистки
В шахматы начала играть в 12 лет. В 1958 году победила в чемпионате Латвии среди девушек. В 1960 году победила в чемпионате СССР среди девушек, а в 1961 году была на этом турнире
второй.
Вия Рожлапа обладательница рекорда по участию в финалах чемпионата Латвии среди женщин — с 1958 года до 1983 года. За это время она четыре раза
одержала победу (1967, 1971, 1972, 1974), пять раз была второй (1961, 1965, 1970, 1975, 1979) и четыре раза заняла третье место (1963, 1968, 1976, 1980). Последний раз Вия Рожлапа приняла участие в
чемпионате Латвии среди женщин в 2002 году, а в 2002 и 2003 годах она побеждала в сениорских чемпионатах Латвии среди женщин.
Вия Рожлапа также много лет играла в составе разных команд Латвии во Всесоюзных соревнованиях. В Спартакиадах Народов СССР она участвовала в 1959, 1960 (заняла 3 место на доске девушек), 1963 (заняла 3 место на второй женской доске), 1967, 1969 (заняла 2 место на второй женской доске), 1972 и 1975 годах. В составе латвийской команды «Даугава» Вия Рожлапа участвовала в командном кубке СССР в 1961,
1966, 1968, 1974 и 1976 годах.

## Шахматный тренер
Со дня основания Рижской шахматной школы в 1964 году Вия Рожлапа начала работать там тренером. За это время она воспитала многие поколения шахматистов. Среди самых известных её учеников будущий претендент на шахматную корону Алексей Широв и женский гроссмейстер Лаура Рогуле.

## Изменения рейтинга
| Графики недоступны из-за технических проблем. См. информацию на Фабрикаторе и на mediawiki.org. |